# Berelaca
Der Berelaca (tetum Foho Berelaca) ist ein 2491 m hoher Berg in Osttimor im Suco Mauchiga (Verwaltungsamt Ainaro, Gemeinde Ainaro). Er ist der höchste Gipfel der Cablac-Berge.
Der Gipfel des Berelacas liegt an der Ostgrenze des Sucos Mauchiga. Die Südhänge liegen bereits im Suco Rotuto (Gemeinde Manufahi) und führen zum Berg Hillire (1437 m). Nach Westen hin verläuft ein Bergkamm zum Gipfel des Hatocabir (2344 m). Östlich endet der Bergrücken und damit auch die Cablac-Berge mit dem Gipfel des Cablacs 2085 m im Suco Holarua.